# Jacques Dimont
Jacques Dimont, né le 2 février 1945 à Carvin (Pas-de-Calais) et mort le 31 décembre 1994 à Avignon (Vaucluse), est un escrimeur français, ayant pour arme le fleuret.
Il est sacré champion olympique d'escrime en fleuret par équipes aux Jeux olympiques d'été de 1968 à Mexico.
Il est le mari de la nageuse Danièle Dorléans.

## Décoration
- Médaille d'honneur de la jeunesse et des sports à titre exceptionnel (1966)[2]